# Ball in the House
Pour plus de détails, voir Fiche technique et Distribution.
Ball in the House est un film américain réalisé par Tanya Wexler et sorti en 2001.

## Fiche technique
- Réalisation : Tanya Wexler
- Scénario : Matthew Swan
- Producteur : Peter Ross Newman
- Photographie : Gero Steffen
- Musique : Robbie Kondor
- Montage : Meg Reticker
- Studio et distribution : 21st Century Pictures[1]
- Durée : 95 minutes
- Dates de sortie: 
  - septembre 2001 (Festival international du film de Toronto 2001)
  - juin 2002 (Festival international du film de Los Angeles)

## Distribution
- Jonathan Tucker : JJ
- Jennifer Tilly : tante Dot
- David Strathairn : Dr. Charlie
- Dan Moran : Bull
- Deirdre O'Connell : Phyllis
- Ethan Embry : Bobby
- Aleksa Palladino

## Distinctions
- 2003 : Meilleur film au Washington DC Independent Film Festival[2].